# هواوي ميت باد برو

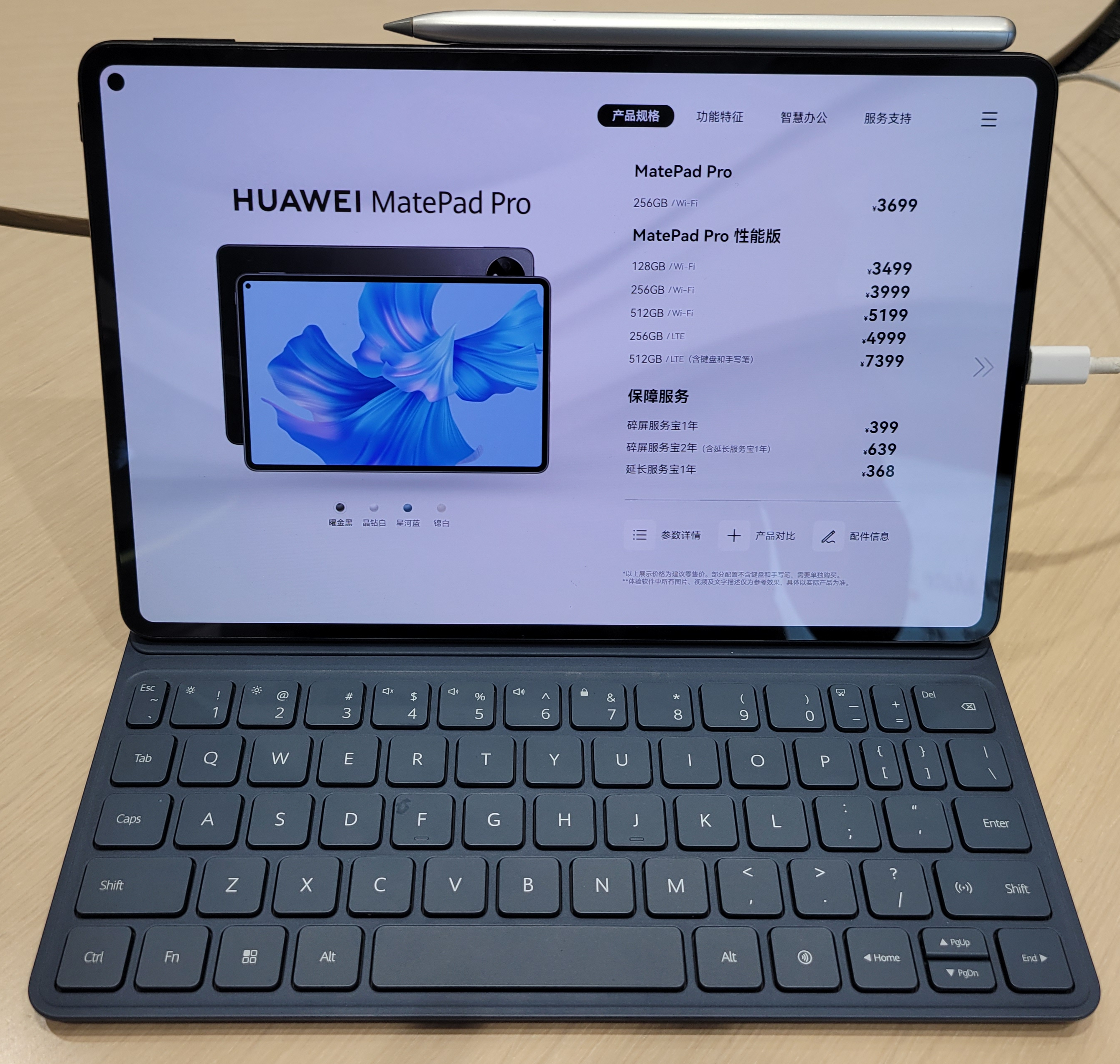
صورة للابتوب HUAWEI MatePad Pro 11.

هواوي ميت باد برو هوجهاز لوحي يعمل بنظام أندرويد من قبل شركة هواوي كجزء من سلسلة هواوي ميت خلفا لهواوي ميت باد. تم الإعلان عنه في 25 نوفمبر 2019 وتم إصداره في 12 ديسمبر 2019.
يمتاز اللوحي بتصميم بسيط وملفت، ويجمع بين الشاشة الكبيرة والحواف النحيفة ليحقق أعلى نسبة حجم شاشة تبلغ 90 في المئة في جهاز لوحي مقارنة بالهيكل العام في العالم. ويوفر الجهاز أداء فائق وعمر بطارية طويل لأنه مدعّم بمعالج الرائد كيرين 990 المصمم على شريحة بحجم 7 نانومتر. ويعمل بنظام التشغيل EMUI10  ويدعم وظائف النوافذ المتعددة، خاصية مشاركة الشاشات المتعددة، خاصية تشغيل التطبيقات المتعدّدة HUAWEI APP Multiplier. قوبل الجهاز اللوحي بمراجعات إيجابية من النقاد، حيث تم توجيه معظم الثناء نحو نسبة العرض إلى الارتفاع للهواتف، والشاشة النابضة بالحياة، والصوت وقدراته المتعددة المهام، ولكن تم توجيه النقد إلى الكاميرا متوسطة الأجهزة وعدم وجود مجموعة متنوعة من التطبيقات، الأخيرة ومنها نتيجة الحرب التجارية بين الصين والولايات المتحدة التي دفعت هواوي إلى التوقف عن استخدام خدمات جوجل واستخدام تطبيقاتها الداخلية من مجموعة إي إم يو آي.